# Jacques Madeleine Bertout
Pour les articles homonymes, voir Bertout.
 (novembre 2023).
La mise en forme du texte ne suit pas les recommandations de Wikipédia : il faut le « wikifier ».
Les points d'amélioration suivants sont les cas les plus fréquents :
- Les titres sont pré-formatés par le logiciel. Ils ne sont ni en capitales, ni en gras.
- Le texte ne doit pas être écrit en capitales (les noms de famille non plus), ni en gras, ni en italique, ni en « petit »…
- Le gras n'est utilisé que pour surligner le titre de l'article dans l'introduction, une seule fois.
- L'italique est rarement utilisé : mots en langue étrangère, titres d'œuvres, noms de bateaux, etc.
- Les citations ne sont pas en italique mais en corps de texte normal. Elles sont entourées par des guillemets français : « et ».
- Les listes à puces sont à éviter, des paragraphes rédigés étant largement préférés. Les tableaux sont à réserver à la présentation de données structurées (résultats, etc.).
- Les appels de note de bas de page (petits chiffres en exposant, introduits par l'outil «  Source ») sont à placer entre la fin de phrase et le point final[comme ça].
- Les liens internes (vers d'autres articles de Wikipédia) sont à choisir avec parcimonie. Créez des liens vers des articles approfondissant le sujet. Les termes génériques sans rapport avec le sujet sont à éviter, ainsi que les répétitions de liens vers un même terme.
- Les liens externes sont à placer uniquement dans une section « Liens externes », à la fin de l'article. Ces liens sont à choisir avec parcimonie suivant les règles définies. Si un lien sert de source à l'article, son insertion dans le texte est à faire par les notes de bas de page.
- La présentation des références doit suivre les conventions bibliographiques. Il est recommandé d'utiliser les modèles {{Ouvrage}}, {{Chapitre}}, {{Article}}, {{Lien web}} et/ou {{Bibliographie}}. Le mode d'édition visuel peut mettre en forme automatiquement les références.
- Insérer une infobox (cadre d'informations à droite) n'est pas obligatoire pour parachever la mise en page.

Pour une aide détaillée, merci de consulter Aide:Wikification.
Si vous pensez que ces points ont été résolus, vous pouvez retirer ce bandeau et améliorer la mise en forme d'un autre article.
Jacques Madeleine Bertout, sixième supérieur général de la congrégation du Saint-Esprit, naît le 3 mai 1753 à Niembourg, hameau d’Halinghen dans le département du Pas-de-Calais au Nord de la France. 
Son père est alors simple maçon dans ce village de 300 habitants. Neveu du directeur du séminaire de Saint-Esprit, Jacques Madeleine Bertout va à Paris mener des études de rhétorique au collège Louis-le-Grand. Il est ordonné prêtre en 1777 à Boulogne-sur-Mer. Sa notoriété provient des efforts qu’il a pu exercer auprès des ministres, cardinaux et chefs d’État pour maintenir en vie ou restaurer la congrégation du Saint-Esprit.
La liste des réalisations de J.-M. Bertout se trouve relevée par l’historien français François Antoine Lefebvre et plus récemment par des chercheurs universitaires comme André Zysberg et Marie-Christine Varachaud.

## Biographie
Après ses études, J.M. Bertout se destine rapidement aux missions françaises des colonies.
Pendant son noviciat, il est motivé par une expédition chargée d’apporter des soins spirituels en Guyane française.
En 1778, son navire qui le conduit à Cayenne fait naufrage sur les côtes d'Afrique où il est fait prisonnier par les Maures. Plus tard, racheté par les Anglais à Saint-Louis du Sénégal, il peut retourner en France grâce à l’intervention d’un corsaire havrais qui capture son bateau navigant vers Londres.
Le prêtre J.-M. Bertout va rapporter au ministre de la Marine Antoine de Sartine des informations détaillées sur l’état des défenses de la colonie anglaise de Saint-Louis. Ceci a pu contribuer Louis XVI à lancer, la même année, une flotte pour la reconquête du Sénégal perdu lors du traité de Paris.
Souffrant d'une maladie contractée en Afrique, J.M. Bertout se consacre aux études de théologie au séminaire de Meaux et à Paris. À l'époque de la Révolution, il doit venir se cacher dans sa famille à Niembourg. Menacé par la Révolution, il est contraint de se réfugier en Angleterre (1792), il y apprend l'anglais et dessert une congrégation dans le comté d'York.
De retour en France, après dix ans d'exil, il revient auprès de son oncle M. Duflos dans la maison du Saint-Esprit pendant toute la période de la Révolution.
En 1809, Napoléon Ier, mécontent de la politique du Saint-Siège, supprime la Congrégation du Saint-Esprit par le décret du 25 septembre.
À la Restauration, les démarches de J.-M. Bertout auprès du gouvernement de Louis XVIII aboutissent au rétablissement de la Congrégation du Saint-Esprit par l'Ordonnance du 3 février 1816.
Le roi Charles X lui fit remettre un tableau représentant la descente du Saint-Esprit sur les Apôtres. La fatigue que ressentit l'abbé Bertout à relever son séminaire, hâta sa fin. Il décéda dans la nuit du 9 au 10 décembre 1832 à Paris.
Son successeur comme supérieur de la congrégation du Saint-Esprit sera Aimable Jacques Celestin Fourdinier, natif de la commune de Hubersent située proche de sa commune natale d’Halinghen.